# Chiesa di San Lorenzo a Fossato
La chiesa di San Lorenzo a Fossato è un luogo di culto cattolico edificato nel borgo di Fossato, nel comune di Cantagallo, in provincia di Prato.

## Storia e descrizione
Edificata nell'XI secolo dal monastero di Fontana Taona, la chiesa venne ampliata intorno al 1580, realizzando le navate laterali.
Di fianco alla modesta facciata ottocentesca si innalza il robusto campanile a torre, forse quattrocentesco. L'interno, rustico ma piacevole, è a tre navate sorrette da tarchiate colonne tuscaniche del tardo Cinquecento; una trasformazione settecentesca ha dato l'attuale aspetto al presbiterio, che conserva sull'altar maggiore un venerato Crocifisso ligneo già creduto del XVIII secolo, ma in realtà eseguito da Chimenti e Leonardo del Tasso nel 1497 per la chiesa vallombrosana di San Pancrazio a Firenze e qui pervenuto nel 1813.
Lungo le pareti è una Via Crucis in maiolica, realizzata probabilmente dopo la predicazione di san Leonardo da Porto Maurizio, nel 1746, che diffuse questa pratica religiosa nel territorio pratese.

## Altre immagini

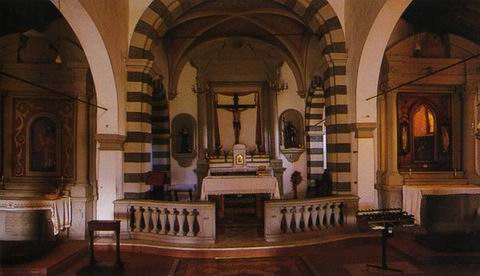
Interno